# Hydrocotyle alchemilloides
Hydrocotyle alchemilloides là một loài thực vật có hoa trong Họ Cuồng. Loài này được A. Rich. mô tả khoa học đầu tiên năm 1820.